# Isalomastax viridis
Isalomastax viridis är en insektsart som beskrevs av Marius Descamps och Wintrebert 1965. Isalomastax viridis ingår i släktet Isalomastax och familjen Euschmidtiidae. Inga underarter finns listade i Catalogue of Life.